# Talsperre Imha
Die Talsperre Imha ist eine Talsperre mit Wasserkraftwerk in der Provinz Chungcheongbuk-do, Südkorea. Sie staut den Banbyeon, einen Zufluss des Nakdong, zu einem Stausee auf. Das zugehörige Kraftwerk hat eine installierte Leistung von 50 MW. Ungefähr 10 km flussabwärts liegt die Stadt Andong.
Die Talsperre wurde von 1984 bis 1992 errichtet. Sie dient neben der Stromerzeugung auch dem Hochwasserschutz und der Trinkwasserversorgung. Das Kraftwerk ist im Besitz der Korea Water Resources Corporation (K-Water).

## Absperrbauwerk
Das Absperrbauwerk ist ein Steinschüttdamm mit einer Höhe von 73 m. Die Länge der Dammkrone beträgt 515 m und ihre Breite 10 m. An der Gründungssohle hat der Damm eine Breite von 200 m. Das Volumen des Bauwerks beträgt 2,99 Mio. m³. Die Hochwasserentlastung befindet sich auf der linken Seite des Staudamms.

## Stausee
Beim normalen Stauziel von 163 m über dem Meeresspiegel erstreckt sich der Stausee über eine Fläche von rund 26,4 (bzw. 31) km² und fasst 595 Mio. m³ Wasser.
Der Imha-Stausee wurde mit dem benachbarten Stausee der Talsperre Andong durch einen Tunnel (Länge 1925 m; Durchmesser 5,5 m) verbunden. Der Tunnel liegt auf einer Höhe von 141 m über dem Meeresspiegel, so dass das Wasser grundsätzlich in beide Richtungen fließen kann. Mit dem Tunnel soll erreicht werden, dass an der Talsperre Imha bei starkem Zufluss in den Stausee weniger Wasser ungenutzt über die Hochwasserentlastung abgeleitet werden muss, indem es in diesem Fall in den größeren Andong-Stausee umgeleitet wird.

## Kraftwerk
Das Kraftwerk verfügt über eine installierte Leistung von 50 MW. Die beiden Maschinen des Kraftwerks leisten jede maximal 25 MW. Das Maschinenhaus befindet sich auf der rechten Seite am Fuß des Staudamms.